# Ciral
Ciral ist eine französische Gemeinde mit 410 Einwohnern (Stand: 1. Januar 2022) im Département Orne in der Region Normandie. Sie gehört zum Arrondissement Alençon und zum Kanton Magny-le-Désert (bis 2015: Kanton Carrouges). Die Einwohner werden Ciraliens genannt.

## Geographie
Ciral liegt etwa 17 Kilometer westnordwestlich von Alençon am Flüsschen Tilleul, das hier noch Gué Chartier genannt wird. Nachbargemeinden sind Saint-Martin-des-Landes im Norden, Saint-Ellier-les-Bois im Osten und Nordosten, Gandelain im Südosten, Lalacelle im Süden, Pré-en-Pail-Saint-Samson mit Saint-Samson im Südwesten sowie Lignières-Orgères im Westen und Nordwesten.

## Bevölkerungsentwicklung
| Jahr                      | 1962 | 1968 | 1975 | 1982 | 1990 | 1999 | 2006 | 2013 |
| Einwohner                 | 575  | 503  | 489  | 443  | 425  | 416  | 422  | 416  |
| Quelle: Cassini und INSEE |      |      |      |      |      |      |      |      |

## Sehenswürdigkeiten
- Kirche Saint-Pierre-et-Saint-Paul, Monument historique

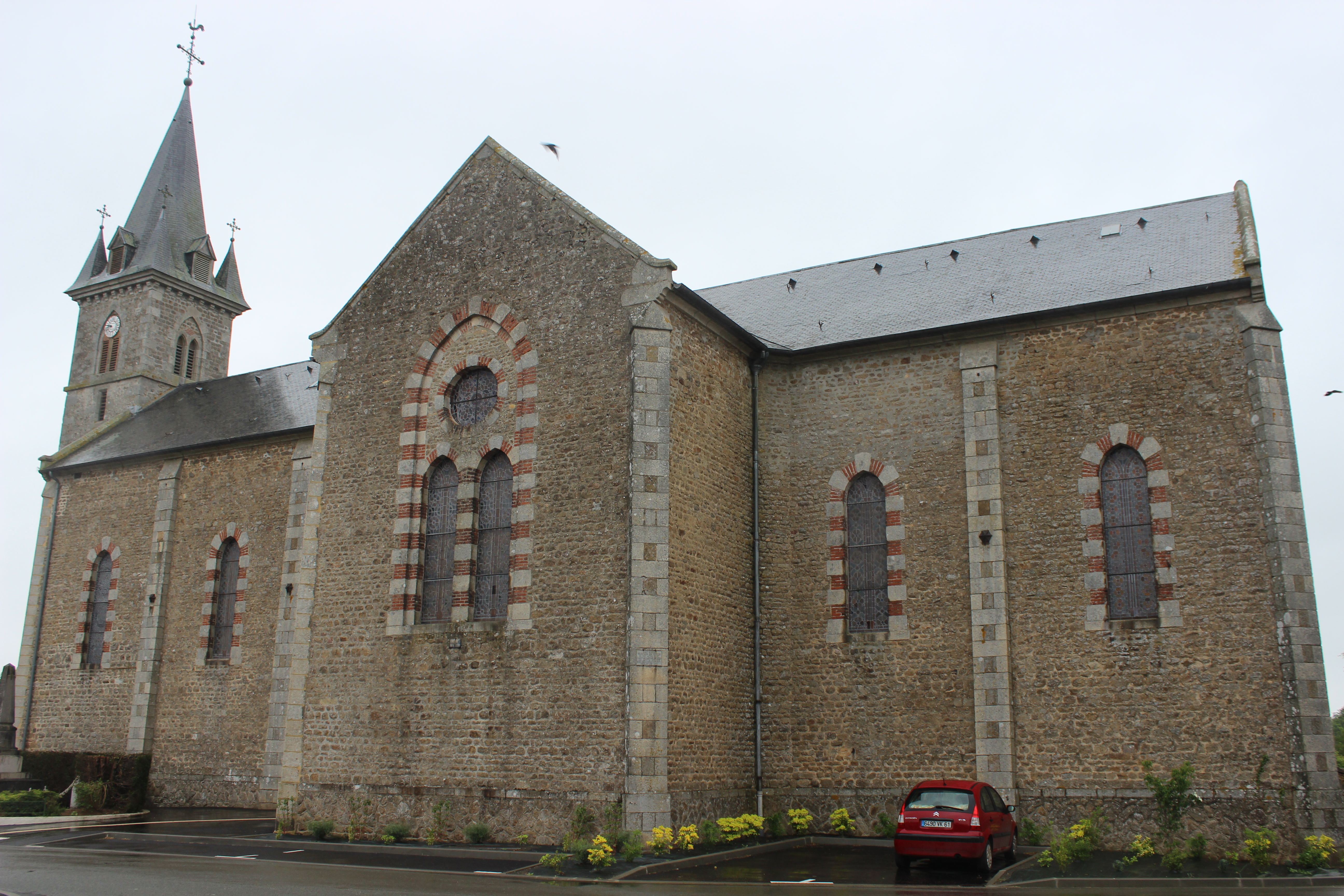
Kirche Saint-Pierre-et-Saint-Paul